# Madi (peuple)
Pour les articles homonymes, voir Madi.

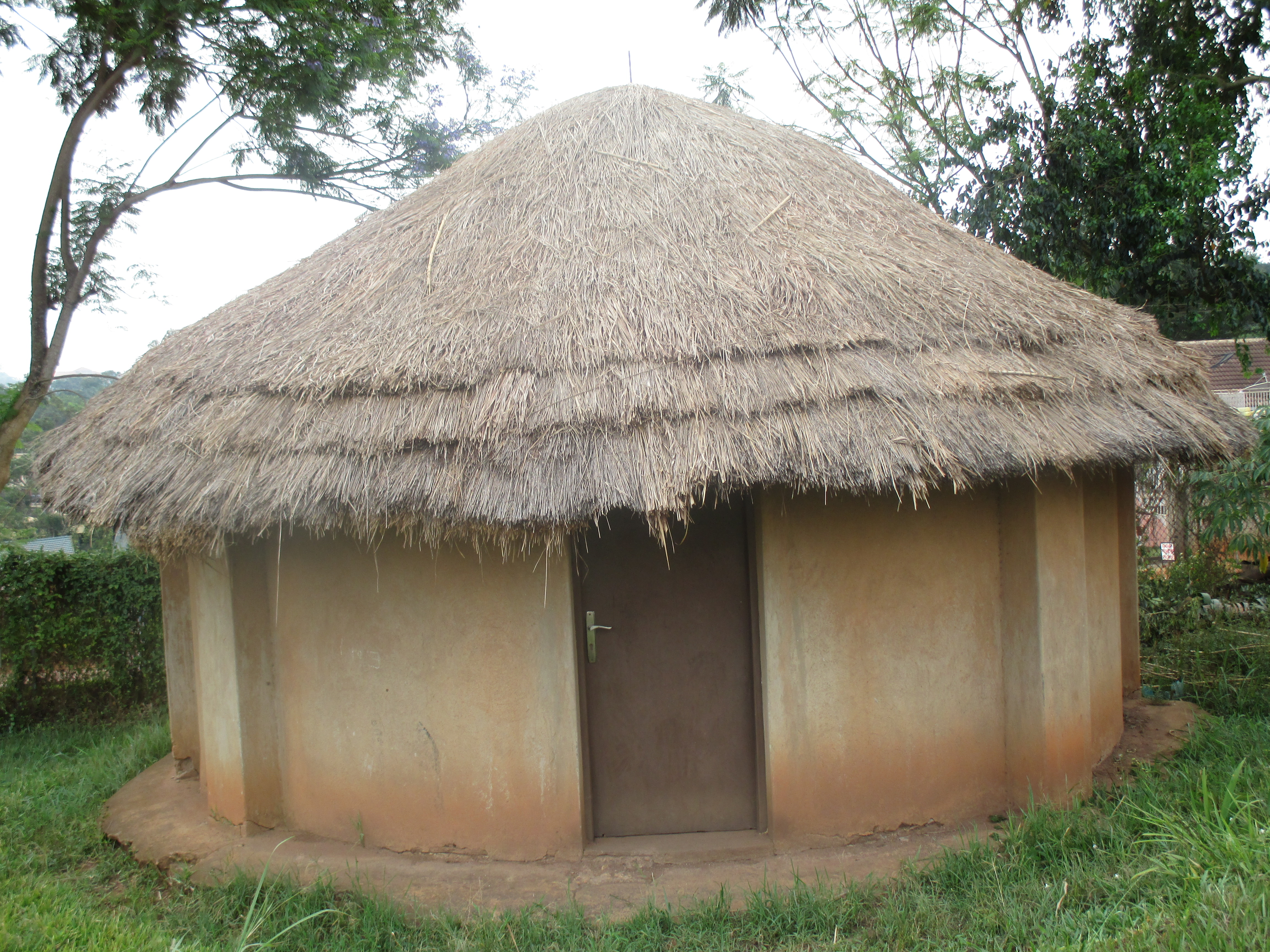
Habitation madi (Uganda Museum)

Les Madi sont une population d'Afrique de l'Est vivant principalement au nord-ouest de l'Ouganda. Quelques communautés vivent également au Soudan du Sud.

## Langue
Leur langue est le ma'di (ou madi), une langue soudanique centrale. Le nombre total de locuteurs est estimé à 314 000, dont environ  296 000 en Ouganda lors du recensement de 2002 et 18 000 au Soudan selon une estimation de 1982.

## Culture

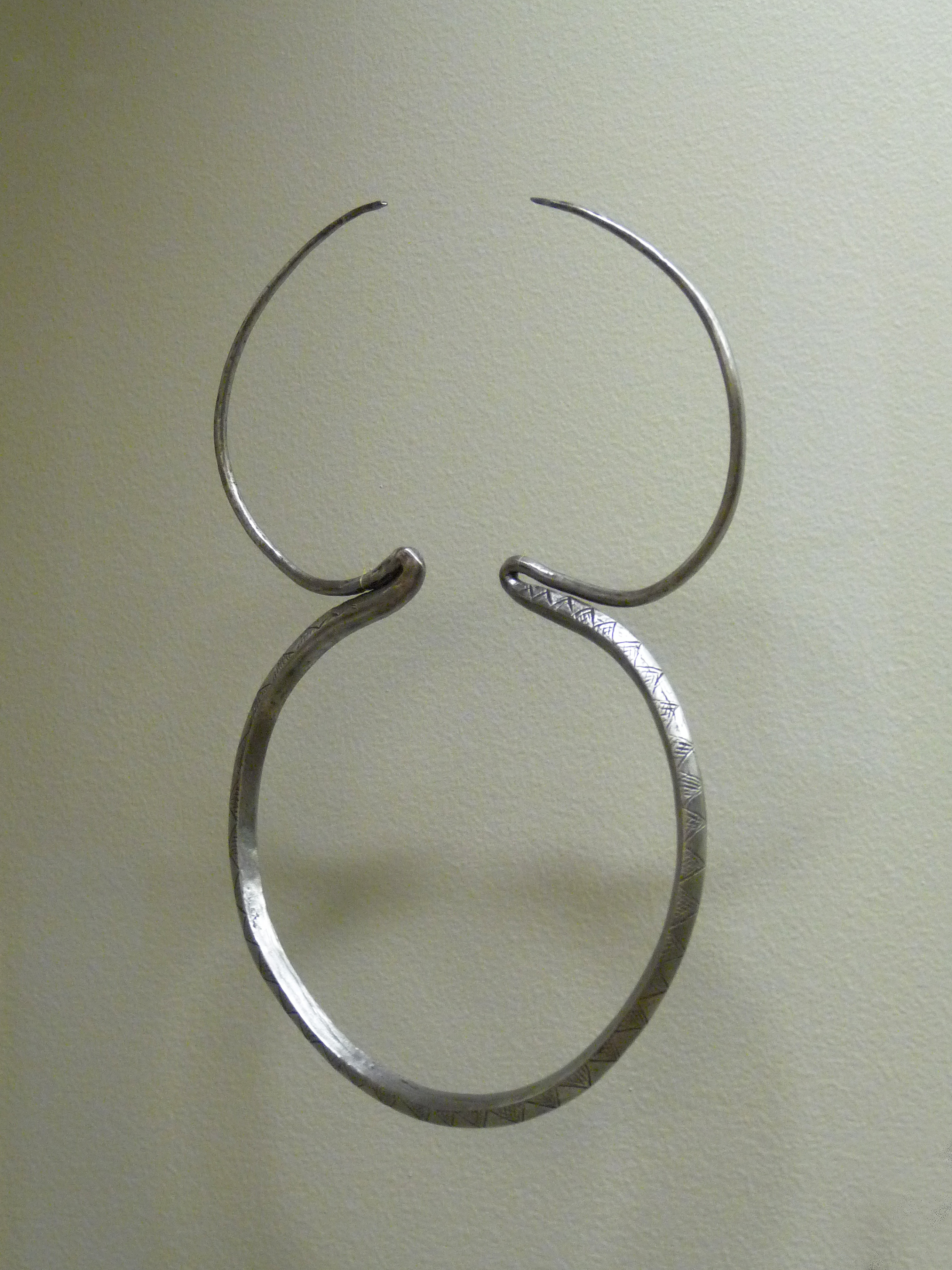
Collier en fer forgé (Soudan)

## Iconographie
Les Madi ont été photographiés notamment au XIXe siècle par l'explorateur autrichien Richard Buchta.